# 電気毛布

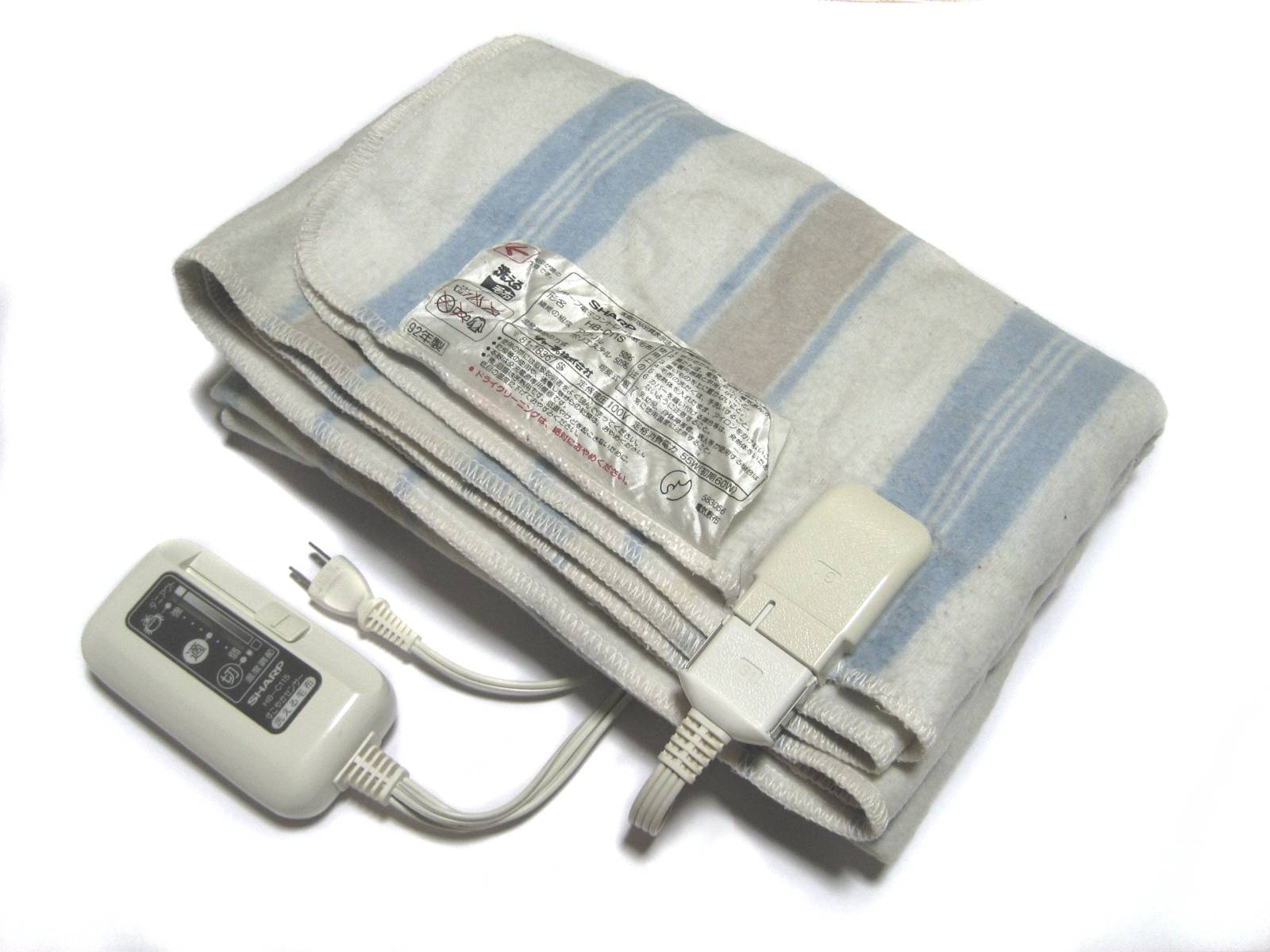
電気敷毛布一式（シャープ製）

電気毛布（でんきもうふ）は、電気によって加温できる毛布。主に寒冷期に用いられ、冷えた布団や身体を温めることで睡眠を助ける寝具であり、暖房器具である。医療現場においても、低体温患者の加温や保温、シバリングの対処などに用いられる。
日本では家庭用品品質表示法の適用対象となっており電気機械器具品質表示規程に定めがある。

## 構造
毛布の内部に被覆を施したしなやかな電熱線が埋め込まれてあり、これに電気を流すことで発生する電熱（ジュール熱）を加温に利用している。毛布はポリエステルやアクリル繊維などを生地とし、その一面が加温されるように電熱線の配線が工夫してある。電源としては一般的なコンセントからの商用電源を利用し、電気毛布に至るコードの中間には温度を設定・調節するコントローラーが設けられている。毛布温度をサーミスタで検出し、適切な温度に保つとともに、異常な過熱を未然に防止している。
電気毛布の種類としては、敷毛布（しきもうふ）と掛毛布（かけもうふ）の二種類がまず挙げられる。前者は敷き布団の上に敷き、後者は身体の上に掛けて使用する。敷毛布と掛毛布とは別々に製品化されてきたが、コントローラーによって敷・掛を切り替えることで使い分けることができる敷・掛両用の製品も存在する。いずれも布団内で局部的にしか温められない湯たんぽやあんかと比べて加温効果は高い。類似製品として小型の電気ひざ掛けや、じゅうたんに電熱線を埋め込んだ電気カーペットがある。改良によって手洗いはもちろん、家庭用洗濯機でも丸洗いが可能なものや、抗菌・防臭加工を施したもの、温度を高めて毛布に巣くうダニ類を殺虫する機能を備えたものなどが商品化されている。なお、電気毛布カバーも市販されている。
衣服に電熱線を埋め込みバッテリーを電源とすることで、着用して移動できるようになった「ヒーターウエア」も登場している。

## 取り扱い

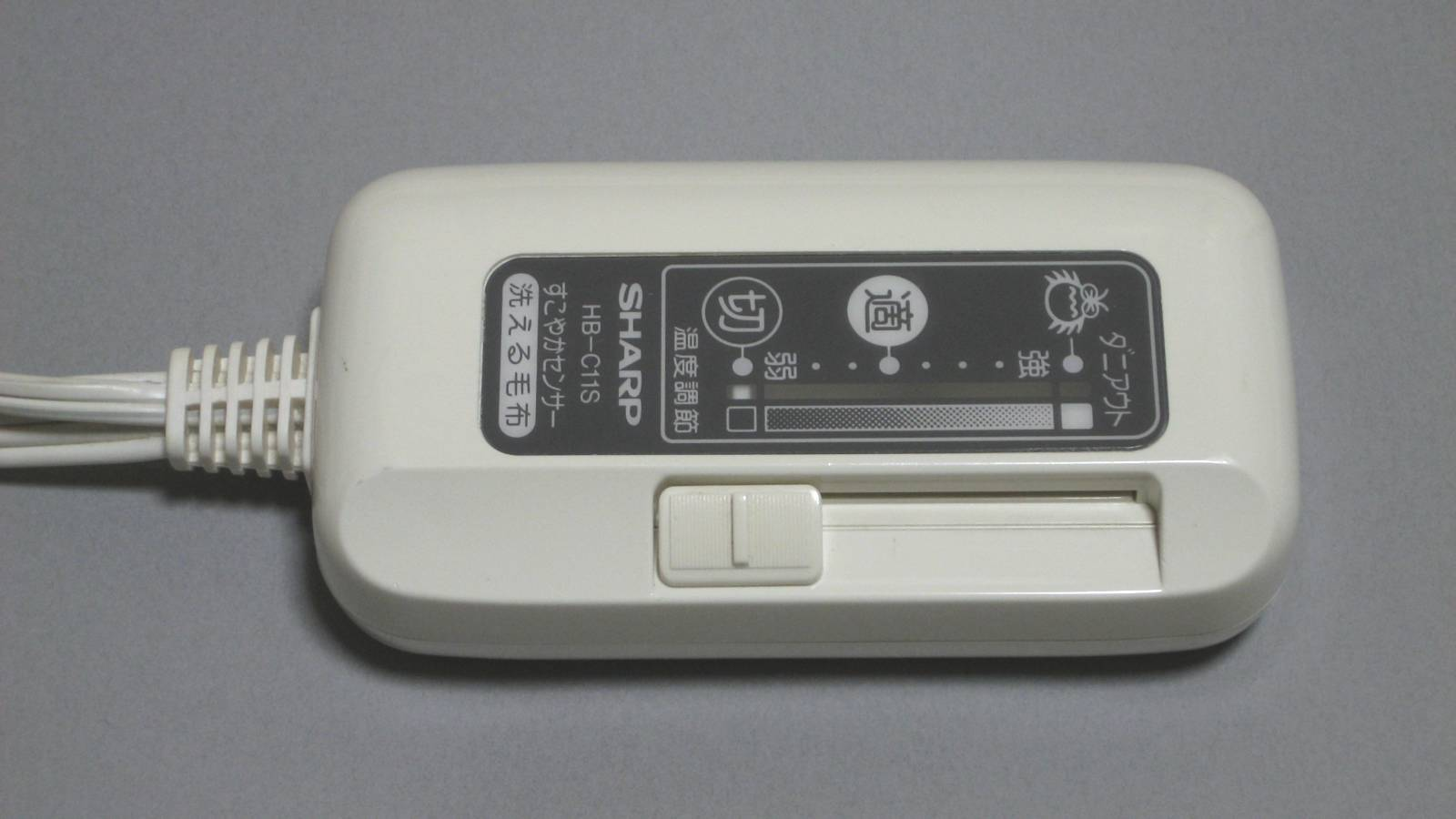
コントローラー

以下に示す取り扱い方法については一般論である。個々の製品については付属の取扱説明書を参照。

### 使用方法
まず就寝前、自分の寝るときの方向と布団の方向を合わせて敷く。就寝前に電源を入れて布団を温めておく。睡眠中は設定温度を下げるか、電源を切る。適温は体温よりも若干低い程度である。
睡眠中も高い温度を保ったままだと体温が低下せず安眠の妨げとなるだけでなく、発汗を促進し体力を消耗させ、場合によっては脱水症状や低温やけどの危険もある。寒気を感じる場合は設定温度を上げたり電源を入れるよりも布団を重ねた方がよい。
電気毛布の使用中、コントローラーは手に持つと温かく感じられるが、内部にある制御装置が発熱するためであり、また室温を検知して加温を制御するものもあり、安定した動作のためには布団で覆わないことが重要である。

### 手入れ
電気毛布は外観上こそ毛布であるが、内部に電熱線が埋め込まれた電気器具である。家庭で丸洗いできる製品の場合は、たたんで押し洗いし、また可能な場合は、洗濯ネットに入れて洗濯機で洗う。十分にすすぎ、乾燥させる。形を整えるとともに、内部の電熱線によじれがないか確認する。柔軟剤を使用すると仕上がりがよいが、ドライクリーニングや漂白剤等の薬品、アイロン掛けは電熱線を傷める。

### その他
各メーカーでは電気毛布や電気カーペットの電磁波対策に取り組んでいる。一例として、小泉成器では被覆内に2本の電熱線を収め、それぞれ異なる向きに（電熱線に流れているのは交流なので、正確には逆位相の）電流を流すという機構を採用した。発生する電磁場を互いに打ち消し合わせるというもので、これにより無対策の従来品と比較して約99.7パーセントの電磁波削減を達成している。

## 主なメーカー
- 広電 - ブランド名はKODENとLifon
- 小泉成器 - ブランド名はKOIZUMI
- 三洋電機
- シャープ
- パナソニック
- 山善
- 千住 - ブランド名はTEKNOS
- 燦坤日本電器 - ブランド名はユーパ
- なかぎし - かつて存在した電気毛布メーカー。現在は椙山紡織がブランドを買い取り展開している。
- 椙山紡織 - ブランド名はSugibo